# Echinocereus chisoensis
Echinocereus chisoensis ist eine Pflanzenart in der Gattung Echinocereus aus der Familie der Kakteengewächse (Cactaceae). Das Artepitheton chisoensis verweist auf das Vorkommen der Art in den Chisos-Bergen im Big-Bend-Nationalpark. Englische Trivialnamen sind „Chisos Hedgehog Cactus“ und „Chisos Mountains Hedgehog Cactus“.

## Beschreibung
Echinocereus chisoensis wächst einzeln oder verzweigend. Die grau- bis blaugrünen zylindrischen, zu ihrer Spitze hin verjüngten Triebe sind 5 bis 25 Zentimeter lang und weisen Durchmesser von 3 bis 5 Zentimeter auf. Sie werden von der Bedornung nicht verdeckt. Ihre Wurzeln sind gelegentlich verdickt. Es sind zehn bis 16 Rippen vorhanden, die ein wenig spiralförmig angeordnet und deutlich gehöckert sind. Die auf ihnen befindlichen Areolen sind auffällig bewollt. Die ein bis sechs sehr schlanken Mitteldornen sind bräunlich. Sie weisen eine Länge von bis zu 1,7 Zentimeter auf. Der unterste von ihnen ist am längsten und steht ab, die übrigen sind aufsteigend-spreizend. Die elf bis 16 eher spreizenden, weißlichen bis gräulichen Randdornen sind 1,2 bis 2 Zentimeter lang. Die obersten sind sehr kurz, die untersten am längsten.
Die trichterförmigen Blüten sind hell etwas rosamagentafarben und besitzen einen weißen Schlund. Sie erscheinen nahe der Triebspitzen und darunter, sind 6 bis 9,5 Zentimeter lang und erreichen Durchmesser von 5 bis 12 Zentimeter. Die keulenförmigen rötlichen, bewollten und borstigen Früchte sind bis zu 3,5 Zentimeter lang und reißen auf.

## Verbreitung, Systematik und Gefährdung
Echinocereus chisoensis ist in den Vereinigten Staaten im Westen des Bundesstaates Texas sowie in den mexikanischen Bundesstaaten Coahuila, Chihuahua und Durango verbreitet.
Die Erstbeschreibung durch William Taylor Marshall wurde 1940 veröffentlicht. Ein nomenklatorisches Synonym ist Echinocereus reichenbachii var. chisosensis (W.T.Marshall) L.D.Benson (1969).
Es werden folgende Unterarten unterschieden:
- Echinocereus chisoensis subsp. chisoensis
- Echinocereus chisoensis subsp. fobeanus (Oehme) N.P.Taylor

In der Roten Liste gefährdeter Arten der IUCN wird die Art als „Endangered (EN)“, d. h. als stark gefährdet geführt.

## Nachweise